# طلعت شاهين
طلعت شاهين (بالإسبانية: Talat Shahin)‏ (مواليد 1949)، هو شاعر وكاتب ومترجم وأكاديمي مصري، مقيم في إسبانيا منذ عام 1980، ويحمل الجنسية الإسبانية، إضافة إلى جنسيته المصرية. صدر له عن دار (بيربوم) بالأسبانية عدة إصدارات منها النسخة الاسبانية من روايته «البرتقالة والعقارب» 2013، والتي صدرت طبعتها العربية الأولى عن دار (اليمام) الكويت 2015. وصدرت الطبعة الثانية عن هيئة الكتاب بالقاهرة 2016. له ترجمات ومؤلفات كثيرة. وله مشاركات متعددة خاصة قي اسبانيا وفي بعض الدول العربية. له حضور فاعل في الثقافة العربية منذ أكثر من أربعين سنة.

## سيرته ونشاطه الثقافي
ولد طلعت عباس طه شاهين في قنا- مصر في 17 سبتمبر (أيلول) 1949.
عمل مراسلا للعديد من وسائل الاعلام العربية منها مجلة «الدستور» وصحيفة «الحياة» والتلفزيون المصري. وكان رئيسًا لقسم الفنون والثقافة في صحيفة «صوت الكويت» في لندن. وهو عضو في الهيئة التأسيسية لمعهد مسرح البحر المتوسط في موتريل (غرناطة). وعمل ولا يزال محاضرا في جامعات إسبانيا. وكان قد شغل من قبل أمين لجنة النصوص والنقد بمسرح السامر القاهر.
نشر كتاباته في المجلات الأدبية مثل مجلة «فصول» المصرية، ومجلات «الأقلام» و«الطليعة الأدبية» العراقية، ومجلة «العربي» الكويتية ومنابر ثقافية أخرى.
عاد في بداية الألفية الجديدة إلى مصر وأسس «دار سنابل» للنشر بالقاهرة، وأصدر من خلالها عددا مهما من الإصدارات، ومنها ترجماته، ومن أبرزها «أن تعيش لتحكي» مذكرات جابرييل جارثيا ماركيز و«رجل عدن» للإسبانية «كلارا خانيس»، وإصدارات أخرى متعددة، ثم تخلى عن إدارتها، وعاد إلى إسبانيا مجددًا وقرر الإقامة الدائمة في مدريد بعد رحلة علاج وجراحة دقيقة في المخ عام 2011 .

## «البرتقالة والعقارب»
عن روايته «البرتقالة والعقارب» كتب الدكتور عمار علي حسن دراسة نقدية، تحت عنوان: رواية «البرتقالة والعقرب».. مرض خطير يلفه الخوف والغربة.
فقال إن رواية «الواقعة» الوحيدة تحتاج إلى حفر في المكان، حتى يكتمل بنيانها، وتتعمق رؤيتها، وتتوالى أحداثها، دون أن تسقط في فخ التكرار والملل أو تشرد بعيدا من مجرى الحكاية، وجوهر الفكرة المصوغة فنيا، ولهذا فإن كاتبها يجب أن يتمتع بيقظة شديدة حيال التفاصيل التي عليه أن يسجلها وقت حدوثها، أو يستدعيها من الذاكرة إن كان زمن طويل قد مر عليها، لتعينه على أداء مهمته الصعبة التي لن تتم إلا بكتابة السطر الأخير من الرواية.
وأضاف: «هكذا بدت لي رواية «البرتقالة والعقرب» للكاتب والمترجم شاهين، فهي تتخذ من مرضٍ، وضَع راويَها وبطلها على حافة الموت بعد أن اضطر إلى الدخول إلى أحد مستشفيات مدريد لإزالة ورم حميد بالرأس، بحجم برتقالة، فكان له أن يعيش طقوس المقبلين على الرحيل عن الدنيا، ثم أولئك الذين يعودون من الموت، أو هكذا يتصورون، ليدركوا أن الحياة بها ما يستحق العيش من أجله: الأصدقاء والكتب والزوجة التي تتقلب بين وصال وفصال، والأحلام التي لم تتحقق بعد، وذكريات لا تزال حاضرة في أيام الطفولة والمراهقة بصعيد مصر، ثم فترة التجنيد والحرب، ما جعل بطل الرواية يعيش على حافة الموت أيضا».
وأوضح أن الرواية تأخذ "شكل الدفقات أو المشاهد المتتابعة، التي تبلغ واحدا وعشرين مشهدا، متوسلة بطريقة الاسترجاع، التي يعتمد فيها الراوي على الذاكرة والخبرة والوعي في استعادة أحداث الماضي البعيد والقريب، ليلقيها في مجرى الحكاية، فتتسع قليلا، وتتعمق أيضا، ولا سيما أنها لا تأتي هكذا بلا ترتيب، أو دفعة واحدة، إنما تتوزع على المواقف الآنية، بحيث يرتبط كل موقف بما يناسبه مما جرى في سالف الأيام، فيضيف إليه تفاصيل أخرى، أو يساعد في تفسيره وتأويله، أو يبرر تصرفات البطل- الراوي، التي قد يعتقد من لا يعرف ماضيه أنها غير مبررة، وهي مسألة تبدأ منذ لحظة الإفاقة في غرفة العمليات التي تبدأ فيها استعادة ما جرى من قبل، عبر سؤال: "أين أنا؟"، وهو سؤال يتململ في داخل الراوي- البطل، لكنه رأسه "لم يكن يمتلك سوى أن يستعيد بعضا من الماضي، وأن يجدد مشاهد ربما تكون استعادة لعقود مضت".

تعد رواية طلعت شاهين من روايات السيرة الذاتية، رغم ما فيها من المتخيل، وما بها من حكايات عن مرضى آخرين زاملوه في الغرفة رقم 552 بالمستشفى الجامعي رامون إي كاخال بمدريد، وما بها من أحداث تقع بين منطقة اليقظة والمنام، فلا نعرف هل وقعت بالفعل أم هي من تأثير المخدر أو البنج الذي تعهدت به طبيبة التخدير سورية الأصل آمال عزام، وهو ما أكسب الرواية بعدا إنسانيا أعمق من كونها تسرد أحوال مريض داخل مستشفى. ويقول طلعت شاهين عن روايته في موقع «ميدل إيست أونلاين»: 
«الرواية ما هي إلا سيرة ذاتية لي لرحلتي مع مرض السرطان منذ البداية حتى الشفاء، ولكنني أردت أن يشاركني فيها العالم، أنا شاركت في حرب أكتوبر ولم أكن أتوقع عندما عرفت بإصابتي بالسرطان إنني سأكون رقما بالنسبة للأطباء والدولة». ويضيف: «رحلتي مع العلاج كانت رحلة كل مصري في المستشفيات الحكومية والخاصة يحاول أن يبحث فيها عن حقوقه كمواطن ولكن دون جدوى، الأمر الذي دفعني في نهاية المطاف أن أطلب الشفاء من أرض العلم والرحمة في أوروبا وبالتحديد في إسبانيا».

## ترجماته
- فنون شعبية مصرية (دراسة)، مجموعة كُتاب، مؤسسة إكستريور، مدريد، 1988.
- كوب الحليب: قصص قصيرة من أميركا اللاتينية (مختارات)، جابرييل جارثيا ماركيز وآخرون، دار الكرمل، عمان، 1988.
- جيل ما بعد الحرب: مختارات من الشعر الأسباني المعاصر (مختارات)، مجموعة شعراء، دار سعاد الصباح، القاهرة، 1993.
- دفتر سراييفو (رواية)، خوان غويتيسولو، دار الفنك، الدار البيضاء، 1994.
- المطر الأصفر (رواية)، خوليو ياماثاريس، (ط1) المركز المصري العربي، القاهرة، 1995. (ط2)، دار سنابل للكتاب، القاهرة، 2008.
- دفاتر العنف المقدس: سراييفو والجزائر وغزة وأريحا والشيشان (دراسة)، خوان غويتيسولو، دار مصر العربية، القاهرة، 1996.
- ساحة الماس (رواية)، ميرثيي رودوريدا، الهيئة المصرية العامة للكتاب، القاهرة، 1996.
- القميص (مسرحية)، لاورو أُولمو، المسرح العالمي، الكويت، 1997.
- الأنا الآخر: قصص قصيرة من أمريكا اللاتينية (مختارات)، جابرييل جارثيا ماركيز وآخرون، سلسلة آفاق عالمية - الهيئة العامة لقصور الثقافة، القاهرة، 1997.
- الشعر النسائي في أميركا اللاتينية (دراسة ومختارات)، خايمي عمر بيليزيير، (ط1) المشروع القومي للترجمة - المجلس الأعلى للثقافة، القاهرة، 1998. (ط2) دار خطوط وظلال، عمان، 2021.
- ديوان حجر النار (شعر)، كلارا خانيس، (ط1) منشورات المجمع الثقافي، أبو ظبي، 1998. (ط2)، دار سنابل للكتاب، القاهرة، 2008.
- الأدب الإسباني المعاصر (دراسة ومختارات)، مجموعة كُتاب، (ط1) المشروع القومي للترجمة بالمجلس الأعلى للثقافة، القاهرة، 1998. (ط2)، المجمع الثقافي، أبوظبي، 2003.
- شراك القدر (مسرحية)، أنطونيو بويرو باييخو، الهيئة العامة لقصور الثقافة، القاهرة، 2001.
- أسرار حميمة (رواية)، نوريا أمات، (ط1) دار الهلال، القاهرة، 2002. (ط2) دار العين، القاهرة، 2021.[14]
- أن تعيش لتحكي (مذكرات شخصية)، جابرييل جارثيا ماركيز، (ط1) دار سنابل للكتاب، القاهرة، 2003. (ط2)، دار سنابل للكتاب، القاهرة، 2008.
- حكاية ايرنديرا البريئة (مختارات)، جابرييل جارثيا ماركيز، (ط1) دار سنابل للكتاب، القاهرة، 2003، (ط2)، دار سنابل للكتاب، القاهرة، 2006.
- ذكريات عن عاهراتي الحزينات (رواية)، جابرييل جارثيا ماركيز، (ط 1) دار سنابل للكتاب، القاهرة، 2004. (ط2) دار سنابل للكتاب، القاهرة، 2006.
- رجل عدن والسيدة ذات العيون الزرقاء (رواية)، كلارا خانيس، (ط1) وزارة الثقافة اليمنية، صنعاء، 2004. (ط2) دار سنابل للكتاب، القاهرة، 2005.
- الطائر الأزرق: قصص من أمريكا اللاتينية (مختارات)، روبين داريو وخورخي لويس بورخيس وخوان رولفو وآخرون، دار سنابل للكتاب، القاهرة، 2006.
- الرؤية في ليلة معتمة: مختارات من الشعر المعاصر في أمريكا اللاتينية (مختارات)، مجموعة شعراء، (ط1) المشروع القومي للترجمة بالمجلس الأعلى للثقافة، القاهرة، 2006. (ط2) دار خطوط وظلال، عمان، 2021.[15]

- المسرح والكرنفال (دراسة)، مجموعة باحثين، إصدارات مهرجان المسرح التجريبي بالقاهر، القاهرة، 2007.
- الطوف الحجري (رواية)، خوسيه ساراماجو، سلسلة الجوائز بالهيئة المصرية العامة للكتاب، القاهرة، 2007.
- الدراما والزمن (دراسة)، خوسيه لويس جارثيا بارينتوس، (ط1) اصدارت مهرجان المسرح التجريبي بالقاهرة، القاهرة، 2008. (ط2) دار سنابل للكتاب، القاهرة، 2013.[16]

- بين الأزمة والطليعة: دراسات في المسرح الاسباني المعاصر (دراسة)، أورسولا آزيك، اصدارت مهرجان المسرح التجريبي بالقاهرة، القاهرة، 2009.
- المرأة المسكونة (رواية)، جيوكوندا بيللي، سلسلة الجوائز بالهيئة المصرية العامة للكتاب، القاهرة، 2010.
- حمامات بيضاء (مختارات من الشعر والقصة)، روبين داريو، دار سنابل للكتاب، القاهرة، 2011.
- عرب البحر (أدب رحلات)، جوردي استيفا، دار سنابل للكتاب، القاهرة، 2014.[17]

- قلب ناصع البياض (رواية)، خافيير مارياس (شارك في الترجمة عبد الهادي سعدون)، سلسلة الجوائز بالهيئة المصرية العامة للكتاب، القاهرة، 2014.[18]

- حكايات الحمراء للصغار (مجموعة قصصية)، ميجيل أنخيل جونثالث، مشروع كلمة، أبوظبي، 2016.
- طرائق مختلفة للنظر إلى الماء (رواية)، خوليو ياماثاريس، دار صفحة سبعة للنشر والتوزيع، الرياض، 2022.[19]
- رحلات علي باي العباسي إلى مصر والحجاز وفلسطين ودمشق (أدب رحلات)، دومينجو باديا إي ليبليش (مراجعة أحمد عبد اللطيف)، مشروع كلمة، أبوظبي، 2022.[20]
- سقطرى... جزيرة الجن والأساطير (أدب رحلات) جوردي استيفا، مشروع كلمة للترجمة، أبوظبين 2025.

## أعماله الأدبية
- تتعرى الأشجار من عصافيرها (شعر) دار العين، القاهرة 2022.
- مقام الفيضان (رواية) الهيئة المصرية العامة للكتاب، القاهرة 2021.
- البرتقالة والعقارب (الطبعة الاسبانية)- رواية، دار بيربوم، مدريد 2016.
- البرتقالة والعقارب رواية دار اليمام، الكويت 2015.
- سبعة شعراء عرب معاصرين في اسبانيا (باللغة الاسبانية) مختارات شعرية، دار بيربوم، مدريد 2013.
- جماليات الرفض في مسرح أمريكا اللاتينية (دراسة) طبعة 1، دار الشؤون الثقافية، الشارقة (2002)، وطبعة 2 دار سنابل- القاهرة 2004.
- المسرح الجديد في أمريكا اللاتينية حوليات مهرجان الشارقة للمسرح (الشارقة) 2002.
- كتاب العشق والدم (شعر) باللغتين العربية والأسبانية، المعهد المصري بمدريد، (ط1) 2001، (ط2)، دار سنابل، القاهرة 2005.
- أبجدية العشق (شعر) باللغة الأسبانية؛ المعهد الأسباني، العربي للثقافة، مدريد 1986.
- أغنيات حب للأرض (شعر) الدار المصرية- القاهرة 1973.

## جوائز
- جائزة (ولادة بنت المستكفي في الشعر) من إسبانيا عام 1986.[6]

## مشاركات
- (العيد الذهبي لإنشاء المعهد المصري للدراسات الإسلامية) المعهد المصري للدراسات الإسلامية-مدريد (11 نوفمبر 1999).
- قومسير معرض (فنون شعبية من مصر) بمؤسسة بنك اكستيريور بمدريد (نوفمبر 1988).
- المهرجان الدولي للشعر في كوينكا، اسبانيا، 2014.
- المهرجان الدولي التاسع للشعر بكوستاريكا (أبريل 2010).
- ((العرب في الإعلام الغربي والغرب في الاعلام العربي ((المؤسسة الأوروبية العربية- غرناطة- (20 يونيو 2006).
- الندوة الدولية عن الشاعر الاسباني ”ميجيل ايرنانديث”- جامعة القاهرة- (12:14 مارس 2006).
- (أربعة قرون على صدور دون كيخوتي) جامعة القاهرة- (1: 5 مايو 2005).
- (لاقي الثقافات- مائة عام على ميلاد بابلو نيرودا) المجلس الأعلى للثقافة- القاهرة (نوفمبر 2004).
- (الشفاهية والأدب) جامعة غرناطة (يونيو 2002).
- (لرواية في مصر) جامعة أشبيلية (إبريل 2000).
- (الصحافة الثقافية في مصر وإسبانيا) المعهد المصري للدراسات الإسلامية-مدريد (مارس 2000).